# Den glade skomakaren
Den glade skomakaren è un film del 1955, diretto da Torgny Anderberg, con Stig Järrel. 